# Districte de Saarpfalz
El Districte de Saarpfalz (Saarpfalz-Kreis) és un districte ("Landkreis" en alemany) de Saarland (Alemanya). El cap del districte és la ciutat de Homburg.

## Història
Quan, després de la Primera Guerra Mundial, el Saarland va ser posat sota el control de la Societat de Nacions, el Palatinat renan, que pertanyia a Baviera, estava dividit en dues parts. El territori adjunt al Saarland es convertirà en Saarpfalz (Saarland Palatinat), i serà administrat per dues ciutats: St. Ingbert i Homburg. El Districte de Saarpfalz es crea al 1974 quan els districtes de St. Ingbert i Homburg es van unir.

## Ciutats i municipis

Ciutats i municipis del districte de Saarpfalz

(Nombre d'habitants el 2015)
| Ciutats 1. Bexbach (17.769) 2. Blieskastel (21.033) 3. Homburg (41.974) 4. Sankt Ingbert (36.292) | Municipis 1. Gersheim (6.565) 2. Kirkel (10.104) 3. Mandelbachtal (10.847) |